# 功能高分子材料教育部重点实验室
功能高分子材料教育部重点实验室，位于天津市南开区南开大学八里台校区蒙民伟楼内，依托南开大学化学学院建设。实验室的历史可以追溯至1956年何炳林从美国回到南开大学任教并创建的南开大学高分子教研室，逐渐发展成为南开大学高分子化学与物理国家重点学科。1989年，国家计委批准立项，世界银行专项贷款资助，在南开大学高分子化学与物理国家重点学科的基础上建立了吸附分离功能高分子材料国家重点实验室。1995年9月，该教育部重点实验室通过国家验收并正式向国内外开放。2005年，实验室由国家重点实验室降格为教育部重点实验室。2019年12月，实验室在化学化工和交叉领域教育部重点实验室评估中被评为“优秀”。

## 历史沿革
1956年，何炳林从美国回到南开大学任教并创建了南开大学高分子教研室。1956至1960年期间，何炳林在世界上首先发明了大孔型离子交换树脂，研制的苯乙烯型强碱201树脂用于提取当时中国急需的核燃料——铀，得到国家核工业部的肯定。1958年，在南开大学建成了中华人民共和国的第一个专门生产强碱性阴离子交换树脂的化工厂。1958至1959年期间，由于南开大学高分子学科主持的离子交换树脂直接关系到中国大陆的第一颗原子弹试爆的时间表安排，毛泽东、周恩来先后三次到南开大学视察，对何炳林及南开大学高分子教研室取得的成就给予了高度肯定。此后，何炳林研制的D390树脂用于链霉素的纯化，使中国大陆的链霉素的生产达到了世界先进水平。1989年经国家计委批准立项，世界银行贷款，在南开大学高分子化学与物理国家重点学科的基础上建立了吸附分离功能高分子材料国家重点实验室。1995年9月，该教育部重点实验室通过国家验收。2003年，实验室迁入南开大学新建的高分子及环境科学实验楼，即蒙民伟楼。2005年，实验室由国家重点实验室降格为教育部重点实验室。2019年12月，功能高分子材料教育部重点实验室在化学化工和交叉领域教育部重点实验室评估中被评为“优秀”。